# Lia Di Leo
Lia Di Leo, all'anagrafe Alberta Alda Di Leo (Taranto, 17 agosto 1931 – Palm Springs, 15 dicembre 2006), è stata un'attrice italiana.

## Biografia
Partecipante a Miss Italia nel 1951, apparve in numerose pellicole prodotte negli anni cinquanta. Dotata di una carismatica bellezza e di un talento mai utilizzato al meglio, lavorò in importanti film come Quo vadis (1951) di Mervyn LeRoy e Il ritorno di don Camillo (1953) di Julien Duvivier.
Sposatasi nel 1957 con un ricco produttore statunitense, nello stesso anno si trasferì col marito negli Stati Uniti, abbandonando le scene.

## Filmografia
- Quo vadis, regia di Mervyn LeRoy (1951) (non accreditata)
- Lorenzaccio, regia di Raffaello Pacini (1951)
- Maschera nera, regia di Filippo Walter Ratti (1952)
- È arrivato l'accordatore, regia di Duilio Coletti (1952)
- Ho scelto l'amore, regia di Mario Zampi (1952)
- L'ora della verità (La Minute de vérité), regia di Jean Delannoy (1952)
- Il bandolero stanco, regia di Fernando Cerchio (1952)
- Il ritorno di don Camillo, regia di Julien Duvivier (1952)

Lia Di Leo in una scena de Il ritorno di don Camillo (1953)

- Il sole negli occhi, regia di Antonio Pietrangeli (1953)
- Mizar (Sabotaggio in mare), regia di Francesco De Robertis (1953)
- I gioielli di madame de... (Madame de...), regia di Max Ophüls (1953)
- La torre del piacere (La Tour de Nesle), regia di Abel Gance (1953)
- Le avventure di Giacomo Casanova, regia di Steno (1954)
- Cose da pazzi, regia di Georg Wilhelm Pabst (1954)
- Io sono la primula rossa, regia di Giorgio Simonelli (1955)
- Moglie e buoi, regia di Leonardo De Mitri (1956)
- Occhi senza luce, regia di Flavio Calzavara (1956)